# Hasty Pudding Woman of the Year
O Hasty Pudding Woman of the Year Award é um prêmio concebido anualmente pela sociedade Hasty Pudding Theatricals da Universidade Harvard. O prêmio tem sido concedido anualmente pelos membros da sociedade desde 1951 a artistas considerados como tendo feito uma "contribuição duradoura e impressionante para o mundo do entretenimento".
A ganhadora do "Women of the Year Award" tradicionalmente tem um dia de celebrações em sua honra, incluindo um desfile através do Harvard Square acompanhada por membros da Hasty Pudding Theatricals e filiados, seguiido por um jantar comemorativo e entretenimento pelo Harvard Krokodiloes.

## Ganhadoras do prêmio"Mulher do ano"
Abaixo está uma lista das mulheres que receberam o prêmio:
| Ano  | Recipiente           |
| ---- | -------------------- |
| 1951 | Gertrude Lawrence    |
| 1952 | Barbara Bel Geddes   |
| 1953 | Mamie Eisenhower     |
| 1954 | Shirley Booth        |
| 1955 | Debbie Reynolds      |
| 1956 | Peggy Ann Garner     |
| 1957 | Carroll Baker        |
| 1958 | Katharine Hepburn    |
| 1959 | Joanne Woodward      |
| 1960 | Carol Lawrence       |
| 1961 | Jane Fonda           |
| 1962 | Piper Laurie         |
| 1963 | Shirley MacLaine     |
| 1964 | Rosalind Russell     |
| 1965 | Lee Remick           |
| 1966 | Ethel Merman         |
| 1967 | Lauren Bacall        |
| 1968 | Angela Lansbury      |
| 1969 | Carol Burnett        |
| 1970 | Dionne Warwick       |
| 1971 | Carol Channing       |
| 1972 | Ruby Keeler          |
| 1973 | Liza Minnelli        |
| 1974 | Faye Dunaway         |
| 1975 | Valerie Harper       |
| 1976 | Bette Midler         |
| 1977 | Elizabeth Taylor     |
| 1978 | Beverly Sills        |
| 1979 | Candice Bergen       |
| 1980 | Meryl Streep         |
| 1981 | Mary Tyler Moore     |
| 1982 | Ella Fitzgerald      |
| 1983 | Julie Andrews        |
| 1984 | Joan Rivers          |
| 1985 | Cher                 |
| 1986 | Sally Field          |
| 1987 | Bernadette Peters    |
| 1988 | Lucille Ball         |
| 1989 | Kathleen Turner      |
| 1990 | Glenn Close          |
| 1991 | Diane Keaton         |
| 1992 | Jodie Foster         |
| 1993 | Whoopi Goldberg      |
| 1994 | Meg Ryan             |
| 1995 | Michelle Pfeiffer    |
| 1996 | Susan Sarandon       |
| 1997 | Julia Roberts        |
| 1998 | Sigourney Weaver     |
| 1999 | Goldie Hawn          |
| 2000 | Jamie Lee Curtis     |
| 2001 | Drew Barrymore       |
| 2002 | Sarah Jessica Parker |
| 2003 | Anjelica Huston      |
| 2004 | Sandra Bullock       |
| 2005 | Catherine Zeta-Jones |
| 2006 | Halle Berry          |
| 2007 | Scarlett Johansson   |
| 2008 | Charlize Theron      |
| 2009 | Renée Zellweger      |
| 2010 | Anne Hathaway        |
| 2011 | Julianne Moore       |
| 2012 | Claire Danes         |
| 2013 | Marion Cotillard     |
| 2014 | Helen Mirren         |
| 2015 | Amy Poehler          |
| 2016 | Kerry Washington     |
| 2017 | Octavia Spencer      |
| 2018 | Mila Kunis           |
| 2019 | Bryce Dallas Howard  |
| 2020 | Elizabeth Banks      |
| 2021 | Viola Davis          |
| 2022 | Jennifer Garner      |
| 2023 | Jennifer Coolidge    |
| 2024 | Annette Bening       |